# Орфография английского языка
Орфография английского языка — совокупность правил, регламентирующих написание слов английского языка. Хотя современный английский алфавит содержит 26 букв, английская орфография является одной из самых сложных в мире, поскольку согласно самым современным исследованиям 1120 графем используются для передачи звучания 62 фонем.

## Функции букв

### Фонематическое представление
Как и в большинстве алфавитных систем, буквы в английской орфографии могут обозначать определённый звук. К примеру, слово cat (ˈkæt) состоит из трёх букв c, a, и t, причём c обозначает звук /k/, a — звук /æ/, а t — звук /t/.
Звук также может обозначаться группой букв. В слове ship (произносится /ˈʃɪp/) диграф (две буквы) sh обозначают звук /ʃ/. В слове ditch три буквы tch обозначают звук /tʃ/.
Реже одна буква может обозначать несколько звуков. Например буква x часто означает несколько звуков, как в приставке ex-, где она означает группу согласных /ks/ (например в слове ex-wife, произносится /ˌɛksˈwaɪf/).
Одна и та же буква (или последовательность букв) может обозначать разные звуки, когда находится в разных позициях. К примеру, диграф gh обозначает звук /f/ в конце односложных, одноморфемных слов, например cough /ˈkɔf/. В начале слога он обозначает звук /ɡ/, как в слове ghost (произносится /ˈɡoʊst/). Более того, часто положение буквы (или букв) в слове запрещает определённое произношение. Так, диграф gh не может произноситься как /f/ в начале слога и не может произноситься как /ɡ/ в конце слога. (Таким образом, произношение слова ghoti как fish не подчиняется правилам.)

### Происхождение слов
Другие особенности произношения связаны с происхождением слов. К примеру, буква y в начале или середине слова означает звук /ɪ/ в некоторых заимствованных из греческого словах, в то время как обычно этот звук обозначается буквой i. Так, слово myth (произносится /ˈmɪθ/) греческого происхождения, а pith (произносится /ˈpɪθ/) — германского. Ещё примеры: th обозначает /t/ (обычно обозначается буквой t), ph для /f/ (обычно f) и ch для /k/ (обычно c или k) — использование такого написания часто указывает на греческое происхождение слов.
Некоторые, например Бренгельман (Brengelman, 1970), высказывали мнение, что такое написание не только отмечает происхождение слов, но и указывает на более официальный стиль данного текста. Однако Роллинс (Rollins, 2004) считает это преувеличением, так как многие слова с таким произношением используются и в неофициальном тексте, например telephone (ph читается /f/).

### Омофонные различия
Буквы также используются для того, чтобы различать омонимы, которые иначе имели бы одинаковое произношение и написание, но разные значения. Слова hour и our произносятся одинаково (/ˈaʊ(ə)r/) на некоторых диалектах, а различаются орфографически добавлением буквы h. Другой пример — омофоны plain и plane, оба произносятся /ˈpleɪn/, но отличаются орфографическим представлением гласного /eɪ/.
На письме это помогает справиться с двусмысленностью, которая возникала бы в противном случае (сравн. He’s breaking the car и He’s braking the car). В письменной речи (в отличие от устной) читатель обычно не может обратиться к автору за разъяснением (тогда как в разговоре слушатель может спросить говорящего). Некоторые сторонники реформы орфографии считают, что омофоны нежелательны, и от них предпочтительно избавиться. Это, однако, увеличило бы орфографические неоднозначности, которые нужно было бы различать по контексту.

### Указание на изменение звучания других букв
Ещё одна функция английских букв — указывать на другие аспекты произношение или самого слова. Роллинс (2004) использовал термин «markers» («указатели», «отметки») для букв, выполняющих эту функцию. Буквы могут указывать информацию разного вида. Один из таких видов — указание на отличающееся произношение другой буквы внутри слова. Например, буква e в слове cottage (произносится ˈkɒtɨdʒ) указывает на то, что предыдущая буква g должна читаться /dʒ/. Это резко отличается от более распространённого произношения g в конце слова звуком /ɡ/, как в слове tag (произносится /ˈtæɡ/).
Одна и та же буква может указывать на разные особенности произношения. Кроме предыдущего примера, буква e может также указывать на изменение произношения других гласных. Например, в слове ban буква a читается как /æ/, а в bane она отмечена концевой e и читается /eɪ/.

### Нефункциональные буквы
Некоторые буквы не имеют лингвистической функции. В древнеанглийском и среднеанглийском /v/ был аллофоном /f/ между двумя гласными. Удаление исторического концевого нейтрального гласного в конце слов, таких как give and have, фонетически разделяет /v/. Английская орфография не развивалась вместе с произношением, поэтому существует общее графотактическое ограничение слов, оканчивающихся на v. Слова, которые пишутся с концевым v (например, rev и Slav), сравнительно редки.

### Множественная функциональность
Одна буква может исполнять несколько функций. Например, буква i в слове cinema и обозначает звук /ɪ/, и указывает на то, что буква c должна читаться /s/, а не /k/.

## Важнейшие правила

### Правила чтения

#### Гласные
В рамках генеративного подхода к английскому правописанию Роллинс выделяет двадцать основных гласных в ударных слогах, объединённые в четыре категории: ненапряжённые (Lax), напряжённые (Tense), долгие (Heavy), напряжённые-r (Tense-R). (Эта классификация основана на орфографии, поэтому не все орфографически ненапряжённые гласные обязательно являются фонетически ненапряжёнными).
| Буква | Ненапря- жённая | Напря- жённая | Долгая          | Напря- жённая-r |
| ----- | --------------- | ------------- | --------------- | --------------- |
| a     | /æ/ man         | /eɪ/ mane     | /ɑːr/ mar       | /ɛr/ mare       |
| e     | /ɛ/ met         | /iː/ mete     | /ər/ her        | /ɪr/ here       |
| i     | /ɪ/ win         | /aɪ/ wine     | /ər/ fir        | /aɪr/ fire      |
| o     | /ɑ/ mop         | /oʊ/ mope     | /ɔːr/ for, fore | /ɔːr/ for, fore |
| u     | /ʌ/ hug         | /juː/ huge    | /ər/ cur        | /jʊr/ cure      |
| u     | /ʊ/ push        | /u/ rude      | --              | /ʊr/ sure       |

| Буква | Ненапря- жённая | Напря- жённая | Долгая         | Напря- жённая-r |
| ----- | --------------- | ------------- | -------------- | --------------- |
| a     | /æ/ man         | /eɪ/ mane     | /ɑː/ mar       | /ɛə/ mare       |
| e     | /ɛ/ met         | /iː/ mete     | /ɜː/ her       | /ɪə/ here       |
| i     | /ɪ/ win         | /aɪ/ wine     | /ɜː/ fir       | /aɪə/ fire      |
| o     | /ɒ/ mop         | /əʊ/ mope     | /ɔː/ for, fore | /ɔː/ for, fore  |
| u     | /ʌ/ hug         | /juː/ huge    | /ɜː/ cur       | /jʊə/ cure      |
| u     | /ʊ/ push        | /uː/ rude     | --             | /ʊə/ sure       |

В последних двух столбцах стоят аналоги ненапряжённых и напряжённых гласных перед r.

Например буква a может представлять ненапряжённый гласный /æ/, напряжённый /eɪ/, долгий /ɑːr/ или /ɑː/ или напряжённый-r /ɛr/ или /ɛə/.
Напряжённые звуки отличаются от ненапряжённых с помощью «немого» e, добавляемого в конце слова. Таким образом, буква a в hat — ненапряжённый /æ/, но когда добавляется e в слове hate, буква a — напряжённый /eɪ/. Аналогично, долгие и напряжённые-r гласные вместе следуют образцу: буквы ar в car — долгий /ɑːr/, буквы ar, после которых стоит немое e в слове care — /ɛər/. Буква u обозначает две модели гласных: одна /ʌ/, /juː/, /ər/, /jʊr/, другая /ʊ/, /uː/, /ʊr/. Долгие и ненапряжённые-r гласные с буквой o не различаются, а у буквы u в модели /ʊ-uː-ʊr/ нет долгого варианта.
Существует ещё один способ указывать на напряжённые и напряжённые-r кроме немого e: добавляется дополнительная орфографически гласная буква, образуя диграф. В этом случае первая гласная обычно является главной, а вторая — «указатель». Например, в слове man буква a — ненапряжённая и произносится /æ/, но добавление i (диграф ai) в слове main указывает что буква a напряжённая и произносится /eɪ/. С помощью этих двух способов получаются слова, которые пишутся по-разному, но одинаково произносятся, например mane (немое e), main (диграф) и Maine (оба способа). Использование двух разных способов позволяет различать слова, которые иначе были бы омонимами.
Кроме того, Роллинс выделяет категории редуцированных гласных (означающих звуки /ə, ɪ/) и прочих (означающих звуки /ɔɪ, aʊ, aɪr, aʊr/, а также /j/+гласный, /w/+гласный, гласный+гласный).

#### Согласные
Использование таблицы:
- Дефис (-) имеет два значения. Дефис после буквы означает, что буква должна быть в начале слога, например j- в jumper и ajar. Дефис перед буквой означает, что буква не должна быть в начале слова, например -ck в sick и ticket.
- Частные правила имеют приоритет над общими, например «c- перед e, i или y» имеет приоритет над общим правилом для «c».
- Правила «в конце слова» продолжают действовать даже если для словоизменения к слову добавляется окончание, например catalogues.
- В таблице используется нормативное (британское) произношение.
- Редкие слова обозначены маленьким шрифтом.
- В таблицу не включены редкие слова, заимствованные из других языков.

| Написание                                                     | Основной вариант чтения (МФА)                                                                                                | Примеры                                  | Другие варианты (МФА) |
| ------------------------------------------------------------- | --- | ---------------------------------------- | --- |
| b, -bb                                                        | /b/ | bit, rabbit                              | |
| c перед e, i или y                                            | /s/ | centre, city, cyst, face, prince         | /tʃ/ cello /ʃ/ special /k/ Celts                                                                                                 |
| c                                                             | /k/ | cat, cross                               | |
| -cc перед e или i                                             | /ks/ | accept                                   | /tʃ/ cappuccino |
| -cc                                                           | /k/ | account                                  | |
| ch                                                            | /tʃ/ | chin                                     | /k/ chord, archaic /ʃ/ machine, parachute, chef                                                                                  |
| -ck                                                           | /k/ | tack, ticket                             | |
| ct-                                                           | /t/ | ctenoid                                  | |
| d, -dd                                                        | /d/ | dive, ladder                             | /dʒ/ graduate, gradual (оба могут также произноситься /dj/ в нормативном английском)                                             |
| -dg перед e, i, или y                                         | /dʒ/ | ledger                                   | |
| f, -ff                                                        | /f/ | fine, off                                | /v/ of |
| g перед e, i или y                                            | /dʒ/ | gentle, magic, gyrate, page, college     | /ɡ/ get, give, girl, begin /ʒ/ garage                                                                                            |
| g, -gg                                                        | /ɡ/ | go, great, stagger                       | |
| gh-                                                           | /ɡ/ | ghost, ghastly                           | |
| -gh                                                           | Ø | dough, high                              | /f/ laugh, enough |
| -ght                                                          | /t/ | right, daughter, bought                  | |
| gn-                                                           | /n/ | gnome, gnaw                              | |
| h- после ex                                                   | Ø | exhibit, exhaust                         | /h/ exhale |
| h-                                                            | /h/ | he, alcohol                              | Ø vehicle, honest, hono(u)r |
| j-                                                            | /dʒ/ | jump, ajar                               | /j/ Hallelujah /ʒ/ Jean Ø Marijuana                                                                                              |
| k                                                             | /k/ | key, bake                                | |
| kn-                                                           | /n/ | knee, knock                              | |
| l, -ll-                                                       | /l/ | line, valley                             | |
| -ll, -l-                                                      | /ɫ/ | all, whale                               | |
| -ll, -l- в некоторых диалектах                                | /l/ | all, whale                               | |
| m, -mm                                                        | /m/ | mine, hammer                             | |
| -mb                                                           | /m/ | climb, plumber                           | |
| mn-                                                           | /n/ | mnemonic                                 | |
| -mn                                                           | /m/ | hymn, autumn                             | |
| -n перед /k/                                                  | /ŋ/ | link, plonk, anchor                      | |
| n, -nn                                                        | /n/ | nice, funny                              | |
| -ng                                                           | /ŋ/ | long, singing                            | /ŋɡ/ England, finger, stronger /ndʒ/ danger, passenger                                                                           |
| p, -pp                                                        | /p/ | pill, happy                              | |
| ph                                                            | /f/ | physical, photograph                     | /p/ Phuket, /v/ Stephen |
| pn-                                                           | /n/ | pneumonia, pneumatic                     | |
| ps-                                                           | /s/ | psychology, psychic                      | |
| pt-                                                           | /t/ | ptomaine                                 | |
| q                                                             | /k/ | Iraq                                     | |
| r-, -rr                                                       | /r/ | ray, parrot                              | |
| rh, -rrh                                                      | /r/ | rhyme, diarrhoea                         | |
| -r, -rr, -rrh перед согласным                                 | Ø в не-ротических диалектах, таких как нормативный английский, /r/ в ротических диалектах, таких как американский английский | bar, bare, catarrh                       | |
| -s- (-ſ-) между гласными                                      | /z/ | rose (roſe), prison (priſon)             | /s/ house (houſe), base (baſe)                                                                                                   |
| -s в конце слова после глухого согласного звука               | /s/ | pets, shops                              | |
| -s в конце слова после гласного или звонкого согласного звука | /z/ | beds, magazines                          | |
| s (ſ), -ss (-ß)                                               | /s/ | song (ſong), ask (aſk), message (meßage) | /z/ scissors (scißors), dessert (deßert), dissolve (dißolve) /ʃ/ sugar, tissue (tißue), agression (agreßion) /ʒ/ vision (viſion) |
| sc- перед e, i или y                                          | /s/ | scene, scissors, scythe                  | /sk/ sceptic /ʃ/ fascism |
| sch-                                                          | /sk/ | school                                   | /ʃ/ schist, schedule (также произносится /sk/)                                                                                   |
| sh                                                            | /ʃ/ | shin                                     | |
| t, -tt                                                        | /t/ | ten, bitter                              | /ʃ/ ratio, Martian /tʃ/ question Ø castle, listen                                                                                |
| -tch                                                          | /tʃ/ | batch, kitchen                           | |
| th                                                            | /θ/ или /ð/ | thin, them                               | /t/ thyme, Thames /tθ/ eighth |
| v, -vv                                                        | /v/ | vine, savvy                              | |
| w-                                                            | /w/ | we                                       | Ø sword, answer |
| wh- перед o                                                   | /h/ | who, whole                               | /w/ whopping |
| wh-                                                           | /w/ (/hw/ в диалектах, где есть эта фонема)                                                                                  | wheel                                    | |
| wr-                                                           | /r/ | wrong                                    | |
| x-                                                            | /z/ | xylophone                                | /ʒ/ Xiao |
| -xc перед e или i                                             | /ks/ | excellent, excited                       | |
| -xc                                                           | /ksk/ | excuse                                   | |
| -x                                                            | /ks/ | box                                      | /ɡz/ anxiety /kʃ/ anxious |
| y-                                                            | /j/ | yes                                      | |
| z, -zz                                                        | /z/ | zoo, fuzz                                | /ts/ pizza |

#### Комбинации гласных и согласных букв
| Написание                                                               | Основной вариант чтения | Примеры основного варианта           | Второстепенный вариант | Примеры                         | Исключения               |
| ----------------------------------------------------------------------- | ----------------------- | ------------------------------------ | ---------------------- | ------------------------------- | ------------------------ |
| qu-                                                                     | /kw/                    | queen, quick                         | /k/                    | liquor, mosquito                |                          |
| -cq- перед a и после u                                                  | /k/                     | acquaint, acquire                    |                        |                                 |                          |
| gu- перед e или i                                                       | /ɡ/                     | guest, guide                         | /ɡw/                   | linguistics                     |                          |
| lf после a                                                              | /f/                     | calf, half                           |                        |                                 |                          |
| lm после a                                                              | /m/                     | calm, almond, salmon                 |                        |                                 |                          |
| lm после o                                                              | /m/                     | holm                                 |                        |                                 |                          |
| lk после a                                                              | /k/                     | walk, chalk                          |                        |                                 |                          |
| lk после o                                                              | /k/                     | yolk, folk                           |                        |                                 |                          |
| l(l) после a                                                            | /l/                     | bald, call, falcon, shall            |                        |                                 |                          |
| l(l) после o                                                            | /l/                     | fold, old, doll                      |                        |                                 |                          |
| x(h) в безударный ex(h)- перед гласной                                  | /ɪɡz/                   | exist, examine, exhaust              | /ɛksh/                 | exhale                          |                          |
| безударный ci- перед гласной                                            | /ʃ/                     | special, gracious                    | /si/                   | species                         |                          |
| безударный sci- перед гласной                                           | /ʃ/                     | conscience                           |                        |                                 |                          |
| безударный -si перед гласной                                            | /ʃ/                     | expansion                            | /ʒ/                    | division, illusion              |                          |
| безударный -ssi перед гласной                                           | /ʃ/                     | mission                              |                        |                                 |                          |
| безударный -ti перед гласной                                            | /ʃ/                     | nation, ambitious                    | /ʒ/                    | equation                        | /ti/ patio, /taɪ/ cation |
| t в безударный -ture                                                    | /tʃər/                  | nature, picture                      |                        |                                 |                          |
| s в безударный -sure                                                    | /ʒ/                     | leisure, treasure                    |                        |                                 |                          |
| z в безударный -zure                                                    | /ʒ/                     | seizure, azure                       |                        |                                 |                          |
| ft в безударный -ften                                                   | /f/                     | soften                               |                        |                                 |                          |
| безударный -sten                                                        | /sən/                   | listen, fasten                       | /stən/                 | tungsten, Austen                | /stɛn/ sten              |
| sc в -scle                                                              | /s/                     | corpuscle, muscle                    |                        |                                 |                          |
| sle в (-)(a)isle                                                        | /l/                     | aisle, isle, enisle, lisle, Carlisle |                        |                                 |                          |
| st в безударный -stle                                                   | /s/                     | whistle, rustle                      |                        |                                 |                          |
| -le после согласной в конце слова                                       | /əl/                    | little, table                        |                        |                                 |                          |
| -re после согласной в конце слова                                       | /ər/                    | metre, fibre                         |                        |                                 |                          |
| -ngue в конце слова                                                     | /ŋ/                     | tongue                               | /ŋɡeɪ/                 | distingué, merengue             | /ɡɪ/ dengue              |
| -gue в конце слова                                                      | /ɡ/                     | catalogue, plague, colleague         | /ɡju/                  | argue, redargue, ague, Montague | /ɡweɪ/ segue             |
| -que в конце слова                                                      | /k/                     | mosque, bisque                       | /keɪ/                  | risque                          |                          |
| морфема -ed на конце слова после /t/ или /d/*                           | /əd/                    | waited                               |                        |                                 |                          |
| морфема -ed в конце слова после глухого согласного звука*               | /t/                     | topped                               |                        |                                 |                          |
| морфема -ed в конце слова после гласного или звонкого согласного звука* | /d/                     | failed, ordered                      |                        |                                 |                          |
| s в морфема** -es в конце слова                                         | /z/                     | washes, boxes                        |                        |                                 |                          |

* В некоторых словах -ed не является морфемой и не следует этому правилу произношения. Ср. snaked (/sneɪkt/, «полз как змея» — -ed является окончанием прошедшего времени глагола) и naked (/neɪkɪd/, «голый» — -ed является частью корня).
** В некоторый словах -es не является морфемой и не следует этому правилу произношения; ср. два произношения слова axes: /æksɪz/ («топоры» — -es является окончанием множественного числа) и /æksiːz/ («оси» — поскольку тут -es заимствованно непосредственно из латыни, оно не воспринимается как отдельная морфема).

### Правила записи звуков
В таблице для каждого звука указаны различные варианты записи. Символ «…» означает промежуточный согласный. Последовательности букв упорядочены по частоте использования, начиная с самых распространённых. Некоторые из них очень редки или уникальны, например au обозначает звук [æ] в laugh (в некоторых диалектах). В некоторых случаях указанное написание встречается только в одном английском слове (например «mh» для /m/, или «yrrh» для /ər/).
| Согласные | Согласные                                                                                | Согласные                                                                                                 |
| МФА       | Написание                                                                                | Примеры                                                                                                   |
| --------- | ---------------------------------------------------------------------------------------- | --- |
| /p/       | p, pp, ph, gh                                                                            | pill, happy, Phuket, hiccough                                                                             |
| /b/       | b, bb, bh                                                                                | boat, rubber, bhai                                                                                        |
| /t/       | t, tt, ed, pt, th, ct                                                                    | ten, bitter, topped, pterodactyl, thyme, ctenoid                                                          |
| /d/       | d, dd, ed, dh, th (в некоторых диалектах)                                                | dive, ladder, failed, dharma, them                                                                        |
| /ɡ/       | g, gg, gue, gh                                                                           | go, stagger, catalogue, ghost                                                                             |
| /k/       | c, k, ck, ch, cc, qu, q, cq, cu, que, kk, kh                                             | cat, key, tack, chord, account, liquor, Iraq, acquaint, biscuit, mosque, trekker, khan                    |
| /m/       | m, mm, mb, mn, mh, gm, chm                                                               | mine, hammer, climb, hymn, mho, diaphragm, drachm                                                         |
| /n/       | n, nn, kn, gn, pn, nh, cn, mn, ng (в некоторых диалектах)                                | nice, funny, knee, gnome, pneumonia, piranha, cnidarian, mnemonic, launching                              |
| /ŋ/       | ng, n, ngh                                                                               | sing, link, Singh                                                                                         |
| /r/       | r, rr, wr, rh, rrh                                                                       | ray, parrot, wrong, rhyme, diarrh(o)ea                                                                    |
| /f/       | f, ph, ff, gh, pph, th (в некоторых диалектах)                                           | fine, physical, off, laugh, sapphire, thin                                                                |
| /v/       | v, vv, f, ph                                                                             | vine, savvy, of, Stephen                                                                                  |
| /θ/       | th, chth, phth, tth                                                                      | thin, chthonic, phthisis, Matthew                                                                         |
| /ð/       | th                                                                                       | them |
| /s/       | s, c, ss, sc, st, ps, sch (в некоторых диалектах), cc, se, ce, z (в некоторых диалектах) | song, city, mess, scene, listen, psychology, schism, flaccid, horse, juice, citizen                       |
| /z/       | s, z, x, zz, ss, ze, c (в некоторых диалектах)                                           | has, zoo, xylophone, fuzz, scissors, breeze, electricity                                                  |
| /ʃ/       | sh, ti, ci, ssi, si, ss, ch, s, sci, ce, sch, sc                                         | shin, nation, special, mission, expansion, tissue, machine, sugar, conscience, ocean, schmooze, crescendo |
| /ʒ/       | si, s, g, z, j, zh, ti, sh (в некоторых диалектах)                                       | division, leisure, genre, seizure, jeté, Zhytomyr, equation, Pershing                                     |
| /tʃ/      | ch, t, tch, ti, c, cz, tsch                                                              | chin, nature, batch, bastion (некоторые акценты), cello, Czech, Deutschmark                               |
| /dʒ/      | g, j, dg, dge, d, di, gi, ge, dj, gg                                                     | magic, jump, ledger, bridge, graduate, soldier, Belgian, dungeon, Djibouti, exaggerate                    |
| /h/       | h, wh, j, ch                                                                             | he, who, fajita, chutzpah                                                                                 |
| /j/       | y, i, j, ll                                                                              | yes, onion, hallelujah, tortilla                                                                          |
| /l/       | l, ll, lh                                                                                | line, hallo, Lhasa                                                                                        |
| /ɫ/       | -ll, -l                                                                                  | ball, halt                                                                                                |
| /w/       | w, u, ou, wh (в большинстве диалектов)                                                   | we, queen, Ouija board, what                                                                              |
| /hw/      | wh (в некоторых диалектах)                                                               | wheel |

| Гласные | Гласные                                                                                            | Гласные |
| МФА     | Написание                                                                                          | Примеры |
| ------- | -------------------------------------------------------------------------------------------------- | --- |
| /iː/    | e, ea, ee, e…e, ae, ei, ei...e, i…e, ie, ie…e, eo, oe, ay, ey, i, is, ey, a                        | be, beach, bee, cede, Caesar, deceit, receive, machine, field, hygiene, people, amoeba, quay, key, ski, debris, geyser (брит.), karaoke                                        |
| /ɪ/     | i, y, ui, e, ee, ie, ie...e, o, u, a, ei, ee, ia, ea, i…e, ai, ey, oe                              | bit, myth, build, pretty, been (некоторые акценты), babies, sieve, women, busy, damage, foreign, carriage, mileage, medicine, mountain, Ceylon, oedema                         |
| /uː/    | oo, u, o, u…e, ou, ew, ue, o…e, ui, eu, oeu, oe, ough, wo, ioux, ieu, oup                          | tool, luminous, who, flute, soup, jewel, true, lose, fruit, maneuver (амер.), manoeuvre (брит.), canoe, through, two, Sioux, lieutenant (амер.), coup                          |
| /ʊ/     | oo, oo…e, u, o, or, oul                                                                            | look, gooseberry, full, wolf, worsted, should |
| /ʌ/     | u, o, o…e, oe, ou, oo, wo                                                                          | sun, son, come, does, touch, flood, twopence |
| /ɑː/    | a, al, au                                                                                          | father, palm, aunt (брит.) |
| /ɑːr/   | ar, er, ear, aar                                                                                   | car, sergeant, heart, bazaar, |
| /æ/     | a, ai, al, au, i                                                                                   | hand, plaid, salmon, laugh (некоторые акценты), meringue |
| /ɛ/     | e, ea, a, ae, ai, ay, ei, eo, ie, u, oe                                                            | met, weather, many, aesthetic, said, says, heifer, jeopardy, friend, bury, foetid                                                                                              |
| /ɔː/    | a, au, aw, ough, augh, oa, al                                                                      | fall, author, jaw, bought, caught, broad, walk |
| /ɔːr/   | or, oar, aur, our, oor, uor, ur                                                                    | cord, board, aura, mourn, door, fluoride, sure (некоторые акценты) |
| /ɒ/     | o, a, eau, ach, au, ou                                                                             | lock, watch, bureaucracy, yacht, sausage, cough |
| /ə/     | a, e, o, u, ai, ou, ei, y, ah, ough, gh, ae, oi                                                    | another, anthem, awesome, atrium, mountain, callous, foreign, beryl, Messiah, borough (брит.), Edinburgh, Michael, porpoise                                                    |
| /eɪ/    | a, a…e, ay, ey, ai, ai…e, aigh, eigh, au, e, é, e…e, ea, ei, ei…e, ee (ée), eh, et, ez, er, ie, ae | paper, rate, gray (grey), rain, cocaine, straight, eight, gauge, thegn, café, crepe, steak, veil, beige, matinee (soirée), eh, ballet, chez, dossier, lingerie (амер.), reggae |
| /aɪ/    | i…e, i, y, igh, ie, ei, eigh, uy, ai, ia, ais, ey, ye, eye, y…e, ae, ig, ic, is, ay                | fine, Christ, try, high, tie, eidos, height, buy, taiga, diaper, aisle, geyser (амер.), dye, eye, type, maestro, sign, indict, isle, kayak                                     |
| /oʊ/    | o, o…e, oo, oa, ow, ou, oe, eau, oh, ew, au, au...e, aoh, ough, eo                                 | so, bone, brooch (broach), know, soul, foe, beau, oh, sew, aubergine, mauve, pharaoh, furlough, yeoman                                                                         |
| /aʊ/    | ou, ow, ough, ao, au                                                                               | out, now, bough, Laos, kraut |
| /ɔɪ/    | oi, oy, uoy oy…e, eu                                                                               | foil, toy, buoy, gargoyle, Freudian |
| /ɛr/    | er, ar, ere, are, aire, eir, air, aar, aer, ayr, ear, err                                          | stationery (некоторые акценты), vary, where, ware, millionaire, heir, hair, Aaron, aerial, Ayr, bear, err                                                                      |
| /ɜːr/   | er, or, ur, ir, yr, our, ear, eur, yrrh, ar, oeu, olo, uer, ere                                    | fern, worst, turn, thirst, myrtle, journey, earth, amateur, myrrh, grammar, hors d'oeuvre, colonel, Guernsey, were                                                             |
| /ɪə/    | ere, eer, ear, ier, eir, ire                                                                       | here, beer, fear, fierce, weird, Yorkshire (некоторые акценты) |
| /juː/   | u, u…e, ue, ew, eu, eue, ui, eau, iew                                                              | music, use, cue, new, Europe, queue, puisne, beautiful, view. * — в некоторых диалектах, см. en:Yod dropping                                                                   |

## Диакритические знаки
В английском языке есть слова, которые можно записывать с использованием надбуквенных (диакритических) знаков. В основном эти слова заимствованы, обычно из французского. Однако надбуквенные знаки в распространённых словах все реже используются, даже в очень официальных текстах. Наиболее сильна тенденция к сохранению надбуквенных знаков в словах с нетипичной для английского морфологией и поэтому воспринимаемых как слегка иностранные. Например в словах café и pâté произносится конечная e, которая согласно общим правилам должна быть «немой»
Примеры: appliqué, attaché, blasé, bric-à-brac, brötchen, café, cliché, crème, crêpe, façade, fiancé(e), flambé, naïve, naïveté, né(e), papier-mâché, passé, piñata, protégé, raison d’être, résumé, risqué, über-, vis-à-vis, voilà.
Раньше в некоторых заимствованых из французского словах (как rôle или hôtel) использовались надстрочные знаки. Сейчас их происхождение почти забыто и надстрочные знаки не употребляются (role, hotel).
Для не успевших войти в английский или используемых нестандартно иностранных выражений обычно используется курсив с соответствующими знаками: adiós, coup d'état, crème brûlée, pièce de résistance, raison d'être, über (übermensch), vis-à-vis.
Раньше для указания на зияние было обычным использование тремы, например coöperate, daïs, reëlect. Журналы The New Yorker и Technology Review используют его до сих пор. В современном английском это становится все более редким, диакритические знаки опускаются (cooperate) или заменяются на дефис (co-operate). В заимствованных словах, например, naïve или noël, они сохраняются.
Изредка знак ударения используется в поэзии и сценариях чтобы показать что данный обычно безударный слог должен стать ударным для достижения драматического эффекта или чтобы выдержать размер стиха. Часто ударение встречается в суффиксе «-ed» в архаичных или псевдоархаичных текстах и указывает на то, что буква «e» должна полностью произноситься, как в слове cursèd.
В старых текстах (в основном британских) распространено использование лигатур в некоторых словах латинского или греческого происхождения, как например archæology, diarrhœa и encyclopædia. В британском английском они заменяются на диграфы «ae» и «oe» («encyclopaedia», «diarrhoea», но «economy», «ecology»), а в американском английском на «e» («encyclopedia», «diarrhea», но «paean», «amoeba», «oedipal», «Caesar»). Иногда несколько вариантов допустимо, например в Англии используются и encyclopedia, и encyclopaedia.

## Исключения

### Слова с «ough»
В английском языке есть буквосочетание ough, оно произносится, как минимум, десятью различными способами, два из которых показаны в пределах одного слова Loughborough (город Лафборо), а шесть — во фразе Though the tough cough and hiccough plough him through. Роберт Хайнлайн использовал её в романе «Дверь в лето» (в его русском переводе это не показано), а Ларри Нивен и Грегори Бенфорд — в романе «Glorious», чтобы проиллюстрировать сложности автоматического чтения и распознавания речи. Ough само по себе тоже является словом, это возглас отвращения, аналог русского «фу».
- though: /oʊ/ как в toe
- tough: /ʌf/ как в cuff
- cough: /ɒf, ʌf/ как в off
- hiccough (нераспространённый вариант слова hiccup): /ʌp/ как в up
- plough: /aʊ/ как в cow
- through: /uː/ как в boo
- bought: /ɔː/ как в draw
- thorough в британском английском: /ə/ как в Michael (в американском английском thorough произносится с /oʊ/)
- lough (нераспространённый вариант слова loch): /ɔk/ как в sock